# Albero della vita (cabala)
L’albero della vita (in ebraico עץ החיים‎?, Etz haHa'yim) rappresenta simbolicamente, nella cabala, le leggi dell'universo (certi autori lo avvicinano all'albero della vita menzionato in Genesi:2,9). La sua descrizione è considerata come quella della cosmogonia della mistica cabalistica.

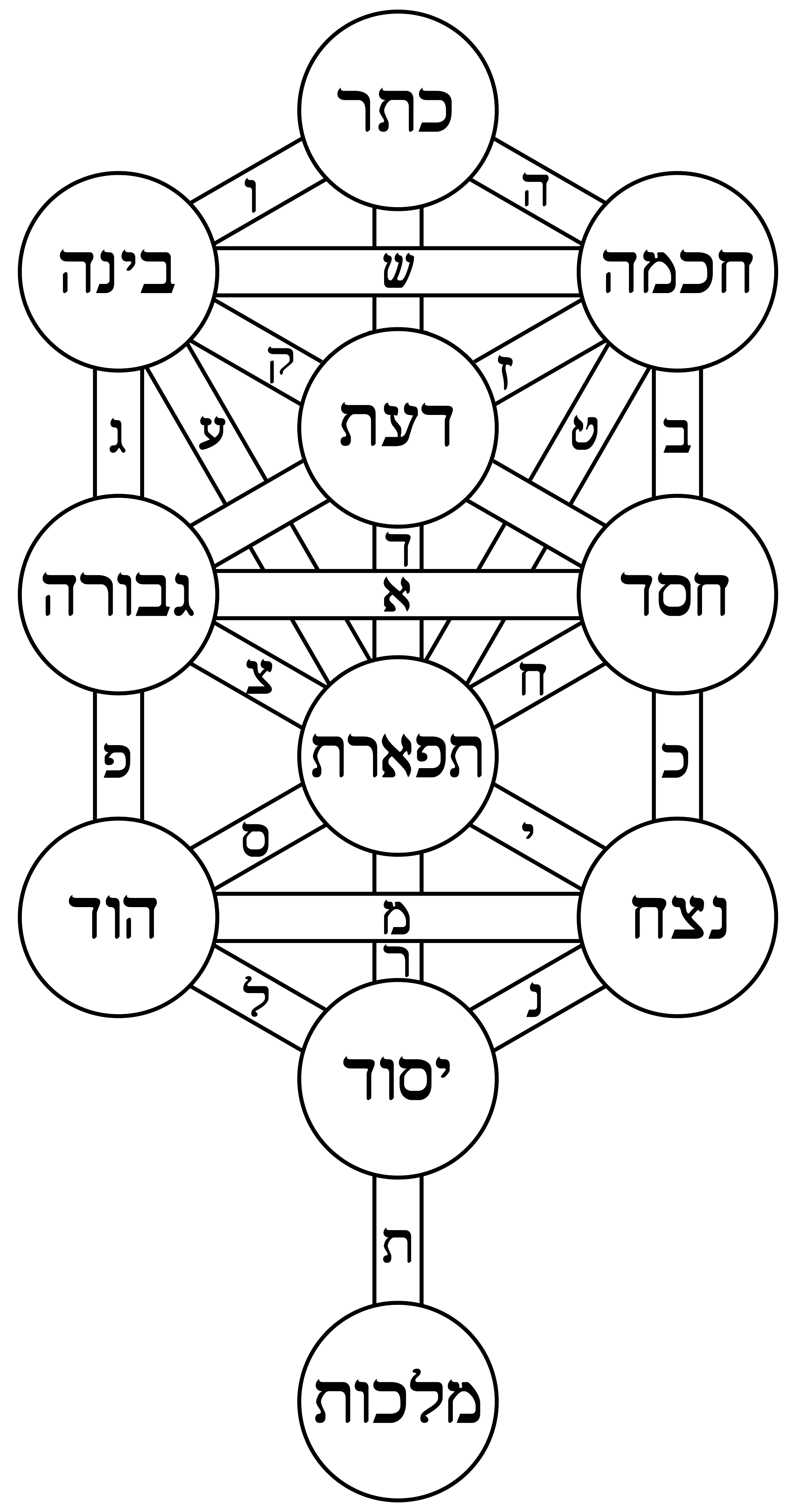
L'albero della vita con il nome delle Sephiroth e i sentieri in ebraico.

## Simbologia
Certi commentatori ritengono che l'Albero della Vita sia un adattamento ebraico di simboli già presenti presso i popoli antichi: in effetti, ritroviamo in Egitto il sicomoro sacro come pure il Djed, che giocano un ruolo importante nell'esoterismo egizio. Altri Alberi della Vita esistevano ad esempio nella tradizione mesopotamica di Elam con potenti risonanze cosmogoniche. Sotto nomi diversi una stessa percezione si è installata in differenti culture: l'Albero della Vita si chiama l'Aśvattha in India, l'Albero Bo o la ficus religiosa dei Buddhisti, il frassino Yggdrasil dei popoli nordici, l'Asherah originale degli Assiri, il Java-Aleim (Jahva Alhim declinato in ebraico nel seguito) della tradizione cabalistica caldea.
Resta però il fatto che l'Albero della Vita cabalistico deriva sotto tutti gli aspetti dalla cosmologia ebraica e che i processi filologici, semantici e metafisici della sua elaborazione non dipendono affatto dalle tradizioni predette. L'essenziale della dottrina cabalistica afferente all'Albero Sefirotico è in effetti da ricercare nella letteratura midrashica, specialmente quella risalente alla fine del periodo del Secondo Tempio e riguardo alla quale lo Zohar propone una sintesi delle più complete.
Conviene precisare che l'Albero sefirotico così come lo rappresenta la Cabala ebraica è apparso solamente nel III secolo della nostra era in seno alle scuole rabbiniche. Ed è più globalmente nel XIII secolo che si espande più in particolare in seno alle scuole del sud della Francia e della Spagna. Ma se le forme differiscono da una cultura a un'altra, il fondo, l'essenza resta la stessa e conviene, per essere rigorosi, osservare le appropriazioni esclusive di certi popoli nei confronti di principi spirituali che sono all'origine liberi e universali.
Questo Albero della Vita può essere visto come la rappresentazione del processo di creazione che mette all'opera, tanto nel Macrocosmo che è l'Universo che nel Microcosmo che è l'Essere Umano, energie o potenze creatrici che emanano dal Creatore. La mistica della Cabala utilizza l'Albero della Vita per tentare di distinguere l'Essenza Infinita (En Sof) di un Dio Unico e Creatore, nella maniera in cui egli ha creato a partire dal vuoto (ex nihilo) questo mondo finito (Sof) che è il nostro.
Questo Albero della Vita è impiegato ugualmente nella magia ermetica. Il processo di formazione analizzato allora è quello dell'atto magico, e il ruolo specifico di una Sephira nell'atto magico considerato è attivato dall'invocazione della potenza attiva che è associata ad esso.
Lo schema dell'Albero della Vita è formato da:
- 4 mondi,
- 10 centri energetici (o numerazioni chiamate Sephiroth),
- 3 veli di esistenza negativa non manifestata,
- 3 pilastri e 22 sentieri

il cui insieme forma le 32 vie della Saggezza (queste 32 vie corrispondono alle dieci Sephiroth e ai ventidue sentieri).

## Le diecisĕfirōt
Le dieci sĕfirōt sono:

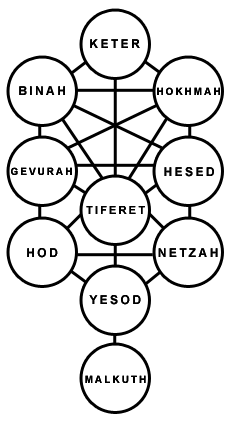
L'albero cabalistico delle dieci sĕfirōt

- Kèter ("corona" o "diadema regale"), centro della volontà creatrice, ispirazione dell'universo;
- Chokhmàh ("saggezza"), inizio e fine di tutto, pensiero;
- Binàh ("comprensione, intelligenza"), elaborazione e dunque matrice femminile dell'universo;
- Dàat ("conoscenza"), grande biblioteca cosmica che racchiude tutte le memorie dell'universo, è la cosiddetta "sephirah nascosta" e normalmente non entra nel computo delle dieci;
- Chèssed ("misericordia, grazia"), centro dell'organizzazione e della concretizzazione, dell'abbondanza, del potere e dell'autonomia;
- Ghevuràh ("giustizia, potenza, rigore"), dimora del "chirurgo celeste" che agisce perché le leggi cosmiche siano rispettate, si tratta del centro femminile dell'universo;
- Tifèret ("bellezza"), legame tra i mondi dello spirito e le realtà materiali, questo centro impianta nell'uomo la coscienza;
- Nèzakh ("vittoria, trionfo"), centro della bellezza che ispira, della materializzazione dell'amore;
- Hod ("gloria, onore, eternità"), centro che applica le leggi della sephirah di Binah a un livello vicino alla dimensione materiale, si tratta dello stadio finale dell'elaborazione del piano della vita;
- Yessòd ("fondamento"), centro che produce la realtà materiale, trasmette le informazioni di provenienza della coscienza superiore di Tiferet verso il mondo fisico e viceversa;
- Malkhùth ("regno"), centro che rappresenta la realtà fisica, associata al pianeta Terra.

## I tre pilastri
Le Sephiroth sono spesso ripartite in tre colonne, o gimel kavim ("tre linee" in ebraico). Nelle cerimonie iniziatiche, i due pilastri esterni sono rappresentati dai due pilastri del Tempio di Salomone, Boaz ("la forza è in lui") (il bianco, a destra) e Jachin ("egli stabilisce") (il nero, a sinistra); l'iniziato essendo lui stesso un terzo pilastro della conoscenza, posto tra gli altri due.
L'alternanza di destra / sinistra / centro ha dei paralleli in altri simbolismi:
- Attività, Passività, Equilibrio.
- Lo Yang, lo Yin, il Tao.
- Il Padre, la Madre, e il Bambino.
- La forza, la forma, la coscienza.

### Pilastro della misericordia
La colonna di destra (in ebraico, kav yamin) è dominata da Khokhmah. È Jachin la bianca, il pilastro della forza, delle tendenze maschili. Le  Sephiroth di questo pilastro (Khokhmah, Chessed, Nezakh) corrispondono a stati attivi.
Questo pilastro è dominato dai principi attivi, di costruzione, di cinetica.
Nella simbologia esoterica, la progressione lungo questo pilastro corrisponde alla magia baccanale dell'ebbrezza, quella dell'invocazione, dove la coscienza è modificata dalla messa in gioco delle emozioni.

### Pilastro del rigore
La colonna di sinistra (in ebraico, kav smol) è dominata da Binah. È Boaz la nera, il pilastro della forma, degli aspetti femminili. Le Sephiroth di questo pilastro (Binah, Ghevurah, Hod) corrispondono a stati di struttura, passivi.
Questo pilastro è dominato dalle simbologie passive di statica, di distruzione.
Nella simbologia esoterica, la progressione lungo questo pilastro corrisponde al velo del mago, dell'occultismo, dell'evocazione. La coscienza è modificata dal rigore, dallo studio e dalla conoscenza.

### Pilastro della coscienza
La colonna centrale è dominata da Keter, ed è chiamata il pilastro dell'equilibrio, o della coscienza. Le Sephiroth questo pilastro (Keter, Tiferet, Yessod e Malkhut) traducono un equilibrio tra forza e forma, maschio e femmina, azione e struttura: corrispondono a stati di coscienza equilibrata.
La via di questo pilastro è soprannominata la via della freccia. È la via filosofica e mistica, che comincia con la devozione e finisce con la contemplazione.

## I tre veli
L'Albero della Vita è tradizionalmente diviso in quattro sezioni, separate da tre veli orizzontali.
- Il primo velo è quello dell'iniziazione. Esso forma il limite tra Malkhut e il resto dell'albero. L'iniziato che supera questo velo, all'inizio del suo lavoro, prende coscienza del mondo non materiale, e può cominciare a padroneggiare il dominio spirituale e mentale.
- Il secondo velo è il Paroketh. Esso separa le tre Sephiroth del mondo psichico (Yessod, Hod, Nezakh) da quelle dei domini superiori. L'iniziato che lo supera raggiunge la piccola illuminazione, la nascita di Tiferet, e prende coscienza della sua natura profonda.
- Il terzo velo è quello della coscienza stessa. Esso attraversa Daat, la non Sephira della conoscenza, e separa le tre Sephiroth del mondo mistico (Tiferet, Ghevurah, Chessed) dalle tre Sephiroth metafisiche (Binah, Khokhmah, Keter). L'iniziato che lo supera raggiunge la sua natura divina, ma perde la propria individualità: è il dominio dell'estasi mistica.

Un quarto velo, il velo dell'esistenza, separa l'Albero della Vita stesso dal non creato primordiale, l'Ain Soph Aur. L'iniziato che lo supera raggiunge Dio, ma perde la sua esistenza (perché è scritto che nessuno può vedere Dio e vivere).

## I quattro mondi
i 4 mondi sono:

L'Albero della Vita derivato dal Fiore della Vita.

- Atziluth: l'Emanazione (gli archetipi, i concetti, la mente astratta),
- Beri'ah: la Creazione (la mente concreta, le forme pensate),
- Yetzirah: la Formazione (le emozioni, i sentimenti, l'astrale),
- Asiyah: l'Azione (la cristallizzazione).

Per completezza, si include di solito anche un Quinto Mondo, una fase precedente, Adam Kadmon che viene premessa alle quattro categorie per renderle complete come i regni spirituali della Cabala, nella catena discendente dell'Esistenza: il Seder hishtalshelus (ebraico: סדר השתלשלות) che implica "l'ordine di sviluppo" o "ordine evolutivo" della Creazione Universale, quindi nel significato letterale, "il processo di concatenamento".

La corrispondenza fra i quattro mondi e l'Albero della Vita si può fare seguendo vari sistemi.
Una prima corrispondenza dà:
- Atzilut corrisponde a Keter.
- Beri'ah corrisponde a Khokhmah e Binah.
- Yetzirah corrisponde alle sei Sephiroth successive.
- Asyiah corrisponde a Malkhut.

Una seconda corrispondenza, geometrica, s'interessa più delle interazioni tra Sephiroth, e tende a centrare ogni mondo su una delle Sephirot del pilastro centrale e sul passaggio di un velo. Questa corrispondenza si legge nei motivi circolari dell'Albero della Vita, e associa un mondo a ogni cerchio che serve a tracciare l'albero
- Asyiah è centrato su Yessod, e si estende da Malkhut a Tiferet, includendo Hod e Nezakh, e attraversando il velo dell'iniziazione.
- Yetzirah è centrato su Tiferet, e si estende da Yessod a Daat, attraversato dal Paroketh. Esso include dunque Chessed, Ghevurah, Nezakh e Hod, e raduna le sei Sephiroth associate allo Zoar Anpin (il piccolo volto, o Microprosopus).
- Ber'iah è centrato su Daat, e si estende da Tiferet fino a Keter. Esso è attraversato dal velo della coscienza, e contiene Khokhmah, Binah, Chessed e Ghevurah.
- Atzilut è centrato su Keter, e si estende da Daat fino ad Ain Soph Aur. Esso comprende Khokhmah e Binah, ed è interamente al di là dell'abisso formato dal Paroketh.

Una terza corrispondenza è da avvicinare al detto "c'è un albero della vita in ciascuna Sephirot". Qui, ogni mondo è considerato come avente il proprio albero della vita; il Keter del mondo inferiore coincidendo con il Malkhut del mondo superiore. Così, nel processo di formazione, ogni mondo è descritto da un albero autonomo, attivato dal risultato del mondo superiore, e la cui produzione attiva a sua volta il mondo inferiore.
La quarta corrispondenza è intermedia tra le due precedenti: la geometria circolare dell'albero è utilizzata, ma in mamiera tale che il Keter del mondo inferiore coincide con il Tiferet del mondo intermedio e il Malkhut del mondo superiore. In questa rappresentazione, ogni mondo è dunque dotato di un albero autonomo, la cui parte inferiore è parzialmente condivisa con il mondo inferiore, e la parte superiore con il mondo superiore.
Quest'ultima corrispondenza identifica infine cinque sovrapposizioni diverse, che implicano ciascuna cinque Sephiroth da una parte e dall'altra di una frontiera. Questo doppio quintenario può così collegarsi alla teoria dei quattro elementi completati da un quinto elemento spirituale: ogni "mondo" descrive il passaggio da un elemento all'altro, la descrizione di questo passaggio facendosi essa stessa attraverso l'articolazione di cinque elementi a monte (oggettivi) e di cinque elementi a valle (soggettivi), corrispondendo l'insieme alle dieci Sephiroth. In questa visione, i quattro mondi corrispondono alle quattro transizioni da un elemento all'altro, ogni transizione essendo descritta da un albero che partecipa a sua volta alla tappa anteriore e a quella posteriore.

## La creazione
Le 10 Sephiroth dell'Albero della Vita, da Keter a Malkhut, corrispondono a dieci tappe che compongono ogni processo di creazione cosciente.
Ain Soph Aur: in principio, c'è «qualcosa» d'increato, d'infinito e di assolutamente indifferenziato. La cosa più semplice è di designare questo stato con  «nulla», intendendosi che è al tempo stesso un vuoto assoluto (perché non contiene alcuna «cosa») e un principio saturo di potenzialità. All'avvio della creazione, di questo «nulla» emerge «qualcosa». Questa tappa primordiale è a volte designata con Tzimtzum: l'increato in parte si ritira, relativizza il suo assoluto, perché la creazione possa avere luogo. Il velo dell'esistenza è così superato.
- Keter è il punto d'entrata attraverso il quale la creazione si manifesta nel mondo, attraverso un'insufflazione permanente di esistenza. In questa tappa, la creazione guadagna la sua capacità di essere.
- Khokhmah è la tappa in cui si acquisisce l'impulso primordiale, il primum mobile, che spinge la creatura nell'esistenza. La creazione guadagna qui la sua forza fondamentale, il suo desiderio di divenire. Questa energia non è orientata né strutturata in questo stadio. Il suo desiderio di realizzarsi non può ancora compiersi, poiché essa non ha ancora per realizzarlo un limite tra «sé» e «non-sé», e neanche tra «prima» e «dopo»: è un'energia assoluta, ma ancora totalmente potenziale in questo stadio.
- Binah dà alla creazione la sua capacità di essere strutturata. Ponendo la possibilità di un limite, Binah permette alla forza  di realizzarsi in «qualcosa» di manifesto e di attivo.

Daat corrisponde al superamento del secondo velo, quello dell'individualità. Il principio fecondante maschile di Khokhmah si unisce al principio femminile di Binah, per dare origine all'essere manifestato.
- Chessed rappresenta la vocazione particolare della creatura che si è appena individualizzata. Questa forza individualizzata è il destino o l'ispirazione visionaria che dà un senso e un'identità profonda a tutta un'esistenza. In questo stadio, la creazione è dotata di un destino individualizzato. Chessed è colui che permette all'essere di acquisire la propria identità.
- Ghevurah, sul pilastro della forma, rappresenta la qualità della permanenza: ogni essere tende a conservarsi. Per compiere qualcosa, occorre provocare cambiamento, e dunque far scomparire le forme che vi si oppongono; per restare sé stesso nel tempo, occorre preservare la propria identità profonda, e far scomparire ciò che la metterebbe in pericolo. Il «chirurgo celeste» taglia ciò che è necessario sacrificare per compiere il destino designato attraverso Chessed. Ghevurah è ciò che permette all'essere di mantenere la propria identità.
- Tiferet realizza un equilibrio tra queste due logiche di creazione e distruzione, realizzandole fino al punto in cui è giusto e necessario. È il punto in cui la volontà di creare qualcosa di specifico diventa possibile. Tiferet è ciò che permette a un essere autonomo di essere effettivamente creato, dopo aver acquisito la sua identità e la sua capacità di conservarla.

La creazione supera in seguito il terzo velo del Paroketh: la sua storia può cominciare a svolgersi.
- Nezach, sul pilastro della forza, è il luogo delle tendenze fondamentali che strutturano l'attività di questa creatura: impulsi, voglie, sentimenti, sorgenti di energie diverse e differenziate. La comprensione di Nezach dà la chiave delle motivazioni dell'essere, di ciò che lo fa muovere.
- Hod, sul pilastro della forma, è il luogo delle spiegazioni, la struttura di funzionamento, ciò che collega le cose le une alle altre. È il dominio della logica e della descrizione astratta, distaccata. La comprensione di Hod dà la chiave del funzionamento dell'essere, nella maniera in cui può agire e reagire per realizzare il suo destino.
- Yessod, sul pilastro della coscienza, è l'ultima tappa prima della materializzazione. È il luogo dell'interfaccia tra la coscienza e il reale. La comprensione di Yessod permette di comprendere come la coscienza possa agire sul mondo reale (e inversamente, come il reale è percepito dalla coscienza).

La creazione supera allora il terzo velo, quello dell'iniziazione, e può materializzarsi.
- Malkhut è la maniera in cui la creazione è materializzata nel mondo; la tappa finale del «verbo che si fa carne». È qui che la creazione diventa oggettiva, tangibile e permanente.

La descrizione della creazione attraverso le dieci Sephiroth si può applicare a qualsiasi creazione: realizzare un disegno, fare una passeggiata... è un esercizio richiesto ai cabalisti principianti di analizzare un'attività qualunque appoggiandosi a queste tappe.

## La salita delle sfere
Nell'ordine inverso, le 10 Sephiroth dell'albero della Vita corrispondono a dieci tappe di purificazione spirituale, che l'iniziato percorre spiritualmente per passare dal mondo materiale all'unione con Dio:
- Malkhut corrisponde a ciò che è puramente materiale e oggettivo in ciò che si sperimenta. La caratteristica del mondo materiale è di resistere al cambiamento, di essere permanente e di esistere indipendentemente da un osservatore.
- Yessod è ciò che resta quando ci si libera della materia, e si prende coscienza del carattere non oggettivo delle nostre percezioni. Corrisponde all'esperienza del mondo come lo si immagina, in quanto è percepito da un osservatore. È il dominio del cambiamento e dell'apparenza.
- Hod è ciò che resta quando ci si distacca dall'apparenza immediata del fenomeno, è il mondo della logica e del pensiero astratto. Corrisponde alla conoscenza, al ragionamento, alle spiegazioni.
- Nezakh è ciò che resta quando si padroneggia e si elimina il commento verbale e la sua logica. È il mondo dell'emozione e della passione. È il dominio che fornisce la dinamica della nostra azione.
- Tiferet è ciò che resta quando si elimina la spinta passionale, e la sua dinamica temporale. È il dominio della coscienza pura, ieratica. È il luogo in cui la bellezza dell'essere può essere contemplata in sé, perché esso si presenta integralmente, nell'eternità, con la sua logica raggiunta. «Io sono bella, o mortale, come un sogno di pietra» ; «io odio il movimento che separa le linee, e mai piango e mai rido.» Tiferet permette di contemplare tutto il suo essere, ma questa sua prima contemplazione fa prendere coscienza della sua imperfezione.
- Ghevurah è ciò che si trova al di là della contemplazione introspettiva. È il dominio in cui si manifesta la disciplina necessaria a scartare ciò che è improprio, e mantenere l'essere nella sua purezza.
- Chessed è ciò che resta quando si elimina il rigore intransigente necessario a Ghevurah. È il mondo della compassione, là dove può essere percepito il destino profondo dell'essere.
- Binah è ciò che resta quando si può fare astrazione della giustificazione di Chessed. Non resta altro che la coscienza profonda della limitazione, di ciò che mette ostacoli, della separazione fondamentale che è la coscienza individuale quando essa si oppone al tutto.
- Khokhmah è ciò che resta quando ogni differenziazione apportata da Binah è scomparsa: è l'azione pura.
- Keter è l'ultima purificazione, quella in cui non sussiste altro che l'essenza in rapporto a sé stessa.

In questo esercizio, occorre vedere bene che tutto ciò che è al di là di Nezakh è al di là della parole, dunque qualcosa d'indicibile, che può essere provato ma difficilmente espresso se non in un modo poetico. Allo stesso modo, stati che vanno al di là di Tiferet sono al di là della coscienza personale: essi possono dunque essere sperimentati solo attraverso i loro effetti sulla coscienza, ma non direttamente: il «dito del destino» che è Ghevurah agisce solo in maniera anonima.

## Concretamente, come si manifestano le Sephiroth nella vita di tutti i giorni?
Secondo la Cabala, ciascuno ha in sé una percentuale di ogni Sephiroth. Ci sono Sephiroth che si annullano tra loro come il Khokhmah e il Binah e altri che si potenziano come il Ghevurah e il Keter. Questi principi sono il fondamento stesso della psicologia e della condizione umana.

## L'Albero della Vita: una realtà così immateriale e profonda
Nella Cabala, la sfera rappresenta la possibilità di legame tra due elementi. La Terra (mondo in basso dei mortali) è collegata a una sfera celeste attraverso un canale. Questo canale è il legame tra il mondo spirituale (fonte di ogni elemento) e il mondo materiale (manifestazione).
Attraverso questo canale, c'è un legame perpetuo. Come l'anima è collegata al corpo attraverso un canale, vi è chi dice che  è un canapo d'argento che provoca scambi tra l'anima e il corpo, esempi di scambi molto rari: Yehida, essenza dell'anima, è il più alto scambio spirituale tra il corpo e l'anima divina (fonte di tutte le anime) attraverso l'anima monda, che utilizza il canale tra il mondo spirituale e il mondo materiale come pure quello tra l'anima e il corpo; viene in seguito il Rouah Hakodesh, vento di purezza che si manifesta attraverso una visione profonda sullo stato spirituale e fisico di un'altra persona o del mondo stesso, vale a dire la previsione degli eventi e come annullare i cattivi decreti (Pidyone Nefesh), come pure la maniera di riparare; il Rouah Shtout, vento di follia.
Ma non bisogna prendere nulla in senso letterale, dunque non si deve immaginare una sfera nel cielo. È soltanto un simbolo che favorisce l'intelletto umano.

## Interpretazione fisiologica dell'Albero della Vita
La Cabala identifica l'albero sefirotico con l'Albero della Vita che fu posto al centro del giardino dell'Eden. Tale albero può essere interpretato in chiave fisiologica, come per esempio in Filone di Alessandria o nel Sepher ha-Bahir. D'altra parte varie fonti, come ad esempio il Sepher ha-Zohar o l'Utriusque cosmi di Robert Fludd, sostengono che l'Albero della Vita è un albero rovesciato, che a sua volta è considerato una rappresentazione del corpo umano nella millenaria tradizione occidentale che va da Platone, passando per il Medioevo, fino almeno il XVII sec.
La stessa Cabala identifica l'albero della vita con il corpo dell'Adam Kadmon, con le seguenti corrispondenze, così come riportate da Knorr Von Rosenroth: "Keter è il cranio, Chochmah, Bina, Daath sono i tre cervelli; Chesed, Geburah, Thiphereth, sono le due braccia e il corpo; Nezach, Hod, Jesod, sono le due gambe e il membro virile; Malchuth è sua moglie".